# Calvus
Calvus (llatí: Calvus) era un cognomen de família de la gens Licínia. Derivava de l'adjectiu calvus 'calb'.
Els personatges més importants que portaren aquest cognomen foren de la gens Licínia:
- Publi Licini Calvus Esquilí, tribú amb poder consolar el 400 aC
- Publi Licini Calvus Esquilí el Jove, tribú amb poder consolar el 396 aC, fill de l'anterior
- Gai Licini Calvus Estoló, tribú del poble del 376 al 367 aC i dues vegades cònsol; fill o nebot de l'anterior
- Gai Licini Calvus, tribú amb poder consolar el 377 aC, germà, cosí o la mateixa persona que l'anterior
- Gai Licini Macre Calvus, orador i poeta romà del segle i aC

No obstant això, altres personatges també portaren aquest nom, probablement més aviat com a agnomen:
- Gneu Corneli Escipió Calvus, cònsol romà el 222 aC
- Luci Cecili Metel Calvus, cònsol romà el 142 aC